# Muraena clepsydra
Muraena clepsydra és una espècie de peix de la família dels murènids i de l'ordre dels anguil·liformes.

## Morfologia
Els mascles poden assolir els 120 cm de longitud total.

## Distribució geogràfica
Es troba des del Golf de Califòrnia fins al Perú, incloent-hi les Illes Galápagos.